# مندوكة محززة
مندوكة محززة (الاسم العلمي: Manduca incisa) هي نوع من الحشرات تتبع جنس المندوكة من فصيلة العثث الأبو الهول.